# Seymour Hersh
Seymour Myron Hersh, detto Sy (Chicago, 8 aprile 1937), è un giornalista e scrittore statunitense.
Ha vinto il Premio Pulitzer per le sue numerose inchieste giornalistiche in ambito militare. È stato reporter per The New Yorker e Associated Press, per il quale si occupa di temi geopolitici, di sicurezza e militari, in particolare riguardo l'operato dei servizi segreti e di intelligence.

## Biografia
Hersh è nato a Chicago, in Illinois, l'8 aprile 1937, da Isador e Dorothy Hersh (nata Margolis), ebrei di lingua yiddish immigrati negli Stati Uniti negli anni '20 rispettivamente dalla Lituania e dalla Polonia. Il cognome originale di Isador era Hershowitz, che aveva cambiato quando divenne cittadino nel 1930. Da adolescente, Seymour aiutò a gestire il negozio di lavaggio a secco della famiglia nel South Side. Hersh si laureò alla Hyde Park High School nel 1954, poi frequentò l'Università dell'Illinois a Chicago e successivamente l'Università di Chicago, dove si laureò in storia nel 1958. Lavorò come venditore di fotocopie prima di essere ammesso alla facoltà di giurisprudenza dell'Università di Chicago nel 1959, ma fu espulso durante il primo anno a causa dei voti bassi.

### Carriera giornalistica

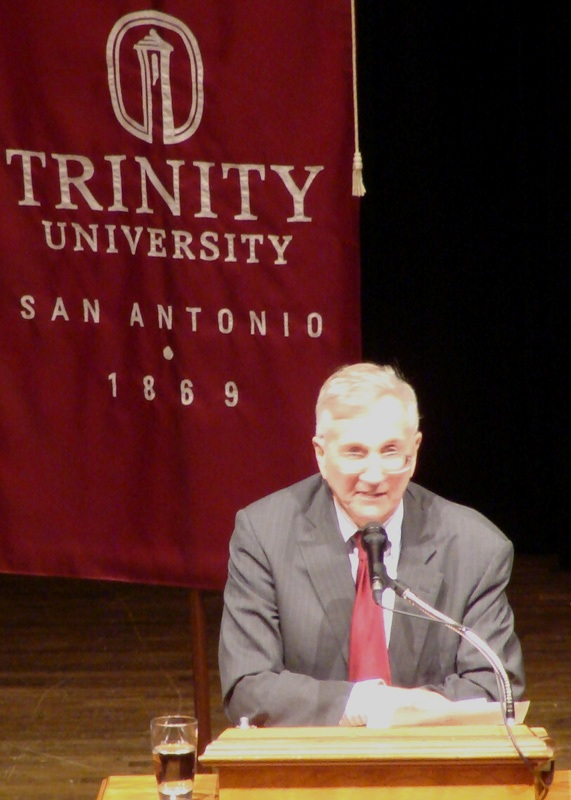
Hersh alla Trinity University nel 2008

Dopo aver lavorato brevemente in una farmacia Walgreens, Hersh iniziò la carriera nel 1959 con un periodo di sette mesi presso il City News Bureau di Chicago, prima come copista e poi come giornalista di cronaca nera. Nel 1960, si arruolò come riservista dell'esercito e trascorse tre mesi in addestramento di base a Fort Leavenworth in Kansas. Dopo essere tornato a Chicago, nel 1961 Hersh lanciò Evergreen Dispatch, un giornale settimanale di breve durata per il sobborgo di Evergreen Park. Si trasferì a Pierre, nel Dakota del Sud, nel 1962, per lavorare come corrispondente della United Press International (UPI), riferendo sulla legislatura statale e scrivendo una serie di articoli sugli Oglala Sioux.
Nel 1963, Hersh tornò a Chicago per lavorare per l'Associated Press (AP), e nel 1965 fu trasferito all'ufficio di Washington, per riferire sul Pentagono. Mentre era a Washington, fece amicizia con il famoso giornalista investigativo I.F. Stone, la cui newsletter scandalistica IF Stone's Weekly gli servì da ispirazione. Hersh iniziò a sviluppare i suoi metodi investigativi, spesso uscendo dalle irreggimentate conferenze stampa al Pentagono per intervistare ufficiali di alto rango nelle loro mense. Nel 1966, Hersh riferì dell’intensificarsi del coinvolgimento degli Stati Uniti nella guerra del Vietnam, scrivendo una serie di articoli sull’argomento.
Nel 1967, Hersh entrò a far parte della prima unità investigativa speciale dell'AP. Dopo che i suoi redattori sminuirono un articolo da lui scritto sui programmi segreti statunitensi sulle armi chimiche e biologiche, se ne andò e divenne un libero professionista. Hersh scrisse sei articoli su riviste nazionali nel 1967 (due per The New Republic, due per Ramparts e due per The New York Times Magazine) in cui descriveva in dettaglio le crescenti scorte di armi del governo e la sua cooperazione con università e società, così come l’adozione segreta di una politica di primo utilizzo. La ricerca costituì la base per il suo primo libro, Chemical and Biological Warfare: America's Hidden Arsenal (1968), e l'argomento fu messo in luce quell'anno dall'incidente delle pecore Dugway, in cui un test aereo dell'agente nervino VX presso il Dugway Proving Ground dell'esercito americano nello Utah uccise inavvertitamente più di 6.000 pecore possedute da allevatori locali. L'evento e il resoconto di Hersh portarono a udienze pubbliche e pressioni internazionali, contribuendo alla decisione dell'amministrazione Nixon di porre fine al programma statunitense sulle armi biologiche nel 1969.
Nei primi tre mesi del 1968, Hersh prestò servizio come addetto stampa per il senatore Eugene McCarthy, candidato contro la guerra del Vietnam, nella sua campagna alle primarie presidenziali del Partito Democratico del 1968. Dopo essersi dimesso prima delle primarie del Wisconsin, è tornato al giornalismo come reporter freelance sul Vietnam.

#### La strage di My Lai
L'inchiesta che l'ha reso famoso è stata quella con cui svelò la strage di Mỹ Lai perpetrata durante la guerra del Vietnam (1968); per essa ricevette il premio Pulitzer nel 1970. Divenuto, in seguito all'inchiesta su quel fatto, uno dei giornalisti più noti degli Stati Uniti, negli anni successivi è stato autore di numerosi articoli e volumi sui retroscena dell'establishment politico-militare statunitense.

#### Ilgolpecileno
Nel 1981 fu costretto a pubblicare su The New York Times una smentita di 25.000 battute, per aver erroneamente accusato l'ex ambasciatore statunitense in Cile di essere a conoscenza che la CIA fosse l’organizzatrice del colpo di Stato messo in atto da Pinochet nel 1973.

#### Il rapportoCopper Green
Nel 2004 la trasmissione 60 Minutes della CBS mostrò le foto che portarono allo scandalo di Abu Ghraib. Qualche giorno dopo Hersh pubblicò sul New Yorker una serie di articoli sul trattamento dei prigionieri e notizie relative agli abusi nel carcere. Nello stesso articolo del New Yorker, Hersh raccontò di essere venuto a conoscenza del rapporto Copper Green, nome in codice di un programma facente parte delle black ops (black operations, «operazioni clandestine») portate avanti dal governo degli Stati Uniti in Afghanistan. La task force, costituita con l'approvazione dell'allora segretario della difesa Donald Rumsfeld durante l'invasione statunitense dell'Afghanistan, fu gestita dal vice sottosegretario Stephen Cambone.
Nei documenti si sarebbe detto ai membri speciali che avevano accesso al programma: Grab whom you must. Do what you want, ovvero «Afferra chi devi. Fai quello che vuoi». Il programma avrebbe cioè ordinato e disposto atti di coercizione fisica e prescritto specificatamente tecniche di umiliazione sessuale: in particolare il documento suggeriva il ricorso alla paura dei cani (fear of dogs), alla rimozione dei vestiti (removal of clothing) e all'obbligo del prigioniero di rimanere per lunghe ore in posizioni particolarmente stressanti (stress positions); a queste e a simili forme di tortura erano sottoposti i prigionieri, in netta violazione dei principi secondo cui l'esercito stava intraprendendo una "Guerra di liberazione".

#### L'uso di armi chimiche nel 2013
Una sua inchiesta, riportata in Italia dal quotidiano La Repubblica, dimostrerebbe che l'attacco con armi chimiche che il 21 agosto 2013 colpì Ghuta, e la cui responsabilità venne addossata al regime di Bashar al-Assad, fu in realtà ordito dai ribelli e dalla Turchia così da scatenare la reazione americana contro il governo siriano. Il noto giornalista investigativo riporta nella sua inchiesta quanto gli ha riferito una sua fonte, ovvero che i servizi segreti britannici e quelli russi ebbero le prove che gli agenti chimici utilizzati nell'attacco non provenivano dall'arsenale siriano, bensì dai ribelli; afferma inoltre che l'intelligence statunitense era al corrente del fatto che i qaedisti di al-Nusra stavano producendo armi chimiche in collaborazione con la Turchia.
L'inchiesta è stata contestata da Eliot Higgins di Bellingcat dalla Gran Bretagna.

#### Sabotaggio del Nord Stream
Nel febbraio 2023, Hersh ha riacceso l'attenzione internazionale sul caso del sabotaggio del gasdotto Nord Stream 2, di proprietà della Germania, danneggiato da diverse esplosioni nel settembre del 2022. Avvalendosi nella sua inchiesta di una fonte anonima, ma "con conoscenza diretta della pianificazione", accusa direttamente il presidente statunitense Joe Biden di aver autorizzato il piano segreto che avrebbe poi portato al danneggiamento di tre dei quattro gasdotti che dalla Federazione Russa convogliavano gas verso la Germania ed il resto dell'Europa.
Il piano sarebbe stato composto da due fasi. Nella prima fase, utilizzando come copertura l'operazione BALTOPS 22 di giugno 2022, i sommozzatori della Marina statunitense avrebbero piazzato del C4 sui gasdotti. Durante la seconda fase invece, diversi mesi dopo, gli esplosivi sarebbero stati fatti detonare tramite il segnale di una boa sonar lanciata da un aereo norvegese. Il lungo lasso di tempo tra i due eventi avrebbe così permesso agli Stati Uniti di non essere collegati con il sabotaggio.
Precedentemente allo scoppio delle ostilità tra Russia ed Ucraina, il presidente statunitense aveva minacciato di bloccare il progetto del gasdotto in caso di un'azione militare di Mosca. Ciò ha immediatamente portato gli Stati Uniti sotto i riflettori nel momento in cui i primi dati su un possibile sabotaggio dei gasdotti sono cominciati ad emergere. La Casa Bianca e la CIA hanno negato ogni coinvolgimento dichiarando che l'inchiesta sia falsa.
L'analista danese Oliver Alexander ha criticato la sua inchiesta, e sostiene che le imbarcazioni ritenute coinvolte nell'operazione di sabotaggio non avrebbero in realtà seguito rotte compatibili con la missione, così come descritta da Hersh. Inoltre, l'aereo da pattugliamento marittimo che avrebbe sganciato la boetta sonar, un P-8A Poseidon, non era ancora entrato in servizio operativo presso la Regia aeronautica norvegese, contrariamente a quanto affermato da Hersh, e pertanto un suo volo sul sito delle esplosioni sarebbe risultato incredibilmente sospetto e non di routine, come invece sostenuto dal giornalista. A ogni modo, quel giorno nessun P-8 Poseidon norvegese fu tracciato nella zona delle esplosioni.
Nell'ottobre 2024, il quotidiano danese Politiken, citando il comandante del porto di Christiansø, riferisce che alcuni giorni prima del sabotaggio, le navi della Marina statunitense, tra cui la nave d'attacco anfibio USS Kearsarge, sono state avvistate con i transponder spenti nell'area dove i gasdotti sono stati colpiti. Il comandante raggiunse le navi ma i militari statunitensi gli chiesero di allontanarsi. La USS Kearsarge aveva partecipato alle esercitazioni BALTOPS 2022, terminate tre mesi prima, in cui gli Stati Uniti avevano testato veicoli subacquei senza equipaggio adatti allo sminamento e ad altre operazioni sottomarine. Il giornale afferma che queste nuove informazioni mettono in discussione l'ipotesi che un gruppo ucraino sia responsabile del sabotaggio.

## Opere

### Libri
- Chemical and Biological Warfare: America's Hidden Arsenal, New York, NY, Bobbs-Merrill; London: MacGibbon & Kee, 1968, ISBN 0-586-03295-9.
- My Lai 4: A Report on the Massacre and Its Aftermath, Random House, 1970, ISBN 0-394-43737-3.
- Cover-Up: The Army's Secret Investigation of the Massacre at My Lai 4, Random House, 1972, ISBN 0-394-47460-0.
- The Price of Power: Kissinger in the Nixon White House, Simon & Schuster, 1983, ISBN 0-671-44760-2.
- The Target Is Destroyed: What Really Happened to Flight 007 and What America Knew About It, Random House, 1986, ISBN 0-394-54261-4.
- The Samson Option: Israel's Nuclear Arsenal and American Foreign Policy, Random House, 1991, ISBN 0-394-57006-5.
- The Dark Side of Camelot, Little, Brown & Company, 1997, ISBN 0-316-36067-8.
- Against All Enemies: Gulf War Syndrome: The War Between America's Ailing Veterans and Their Government, Ballantine Books, 1998, ISBN 0-345-42748-3.
- Catena di comando (Chain of Command: The Road from 9/11 to Abu Ghraib), HarperCollins, 2004, ISBN 0-06-019591-6.

### Articoli e inchieste
- Full list of published articles in the New Yorker, su newyorker.com.
- Collected articles for London Review of Books, su lrb.co.uk.
- "Huge CIA Operation Reported in US against Antiwar Forces, Other Dissidents During Nixon Years" by Seymour Hersh, New York Times, December 22, 1974 – L'articolo di Hersh in cui esponeva in modo dettagliato le operazioni segrete portate avanti dalla CIA che in seguito portarono alla formazione del Church Committee.
- St. Louis Post Dispatch My Lai, su pierretristam.com. URL consultato il 5 ottobre 2015 (archiviato dall'url originale il 1º maggio 2018).